# Hell's House
Hell's House è un film del 1932 scritto, sceneggiato e diretto da Howard Higgin.

## Trama
Rimasto orfano dopo la morte della madre in un incidente, Jimmy Mason va a vivere con gli zii, Emma e Henry Clark. Lì, conosce Kelly, un vicino che lo impressiona con le sue conoscenze e i contatti che vanta. In realtà, Kelly è un contrabbandiere e quando Jimmy gli chiede un lavoro, lo inquadra nella sua organizzazione. Preso durante un'incursione della polizia, il ragazzo non fa il nome del suo boss e così viene condannato a tre anni da passare in un riformatorio. Lì, deve lavorare in una fabbrica di mattoni dove fa amicizia con Shorty, un ragazzo malaticcio che soffre delle dure condizioni dell'istituto. Aiutando Jimmy che cerca di far pervenire una lettera a Kelly, il suo capo, Shorty - che protegge l'amico - viene condannato all'isolamento. Jimmy riesce a scappare dal riformatorio per andare a chiedere aiuto a Kelly e a Peggy Gardner, la sua ragazza. Mentre Kelly non vuole rogne, Peggy chiama invece un giornalista, Frank Gebhardt, che da molto tempo è alla ricerca di notizie sulle condizioni di vita dei ragazzi chiusi nel riformatorio. La polizia segue Jimmy nell'ufficio di Gebhardt e sta per riportarlo indietro quando Kelly ha un ripensamento e ammette la propria colpevolezza, scagionando Jimmy che viene liberato. Il povero Shorty, invece, muore a causa del regime brutale e degli abusi del sistema.

## Produzione
Il film fu prodotto dalla B.F. Zeidman Productions Ltd.

## Distribuzione
Distribuito dalla Capitol Film Exchange, il film uscì nelle sale cinematografiche degli Stati Uniti il 30 gennaio 1932. In Francia, venne distribuito il 10 marzo 1933

## Galleria d'immagini

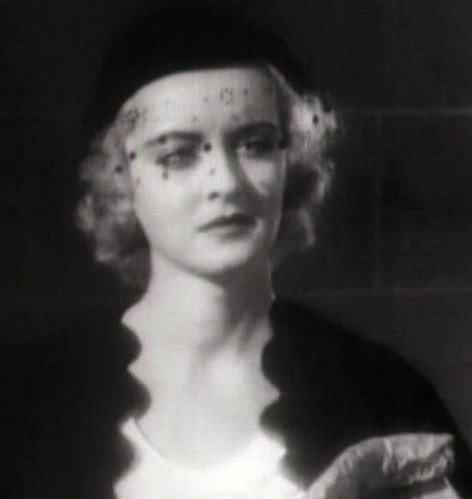
Bette Davis
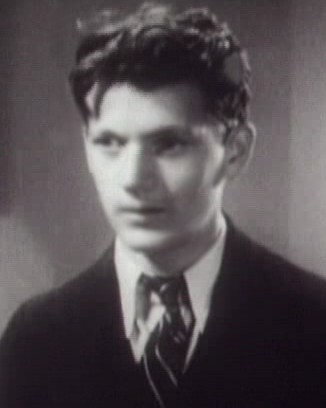
Junior Durkin
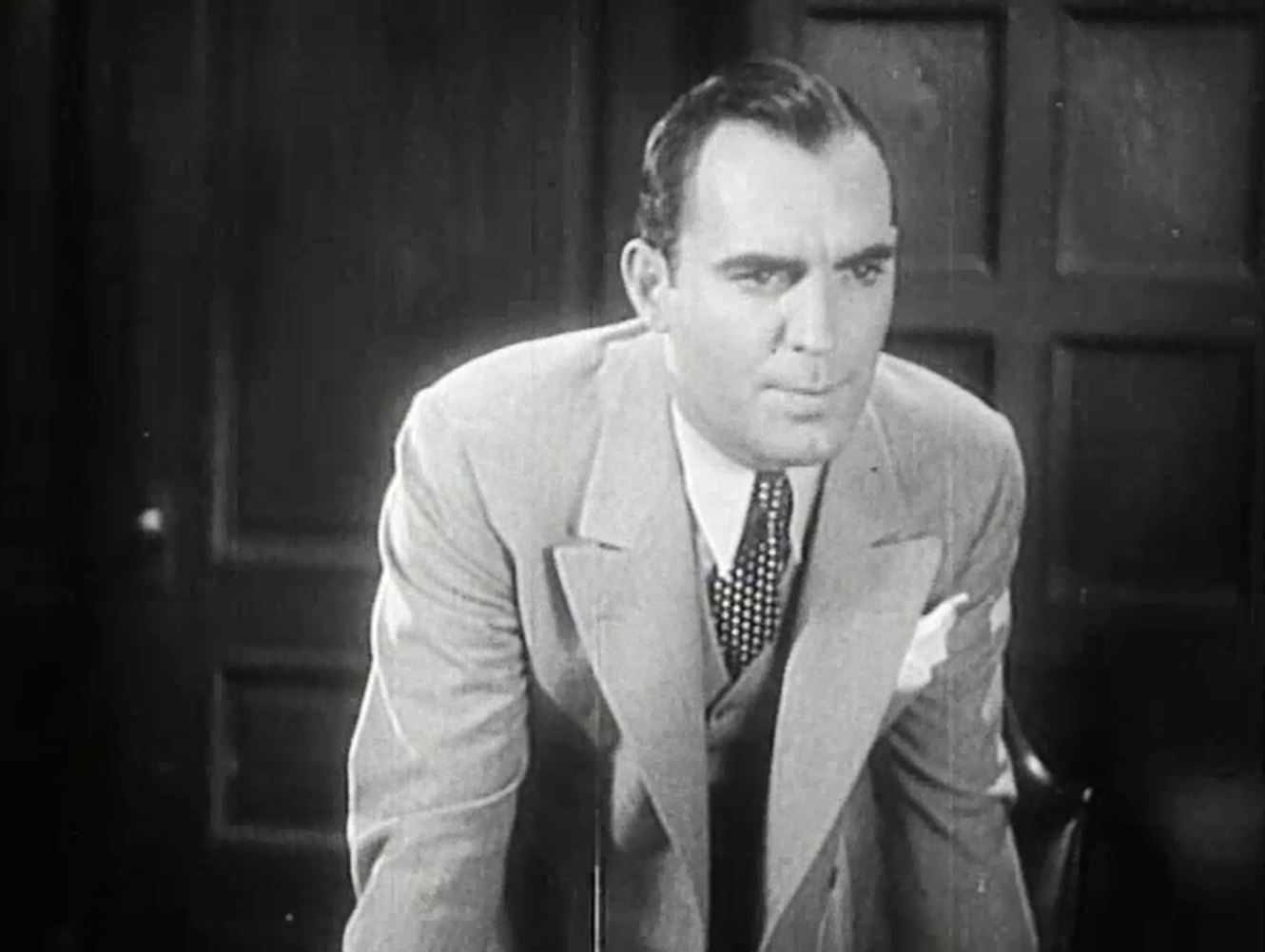
Pat O'Brien
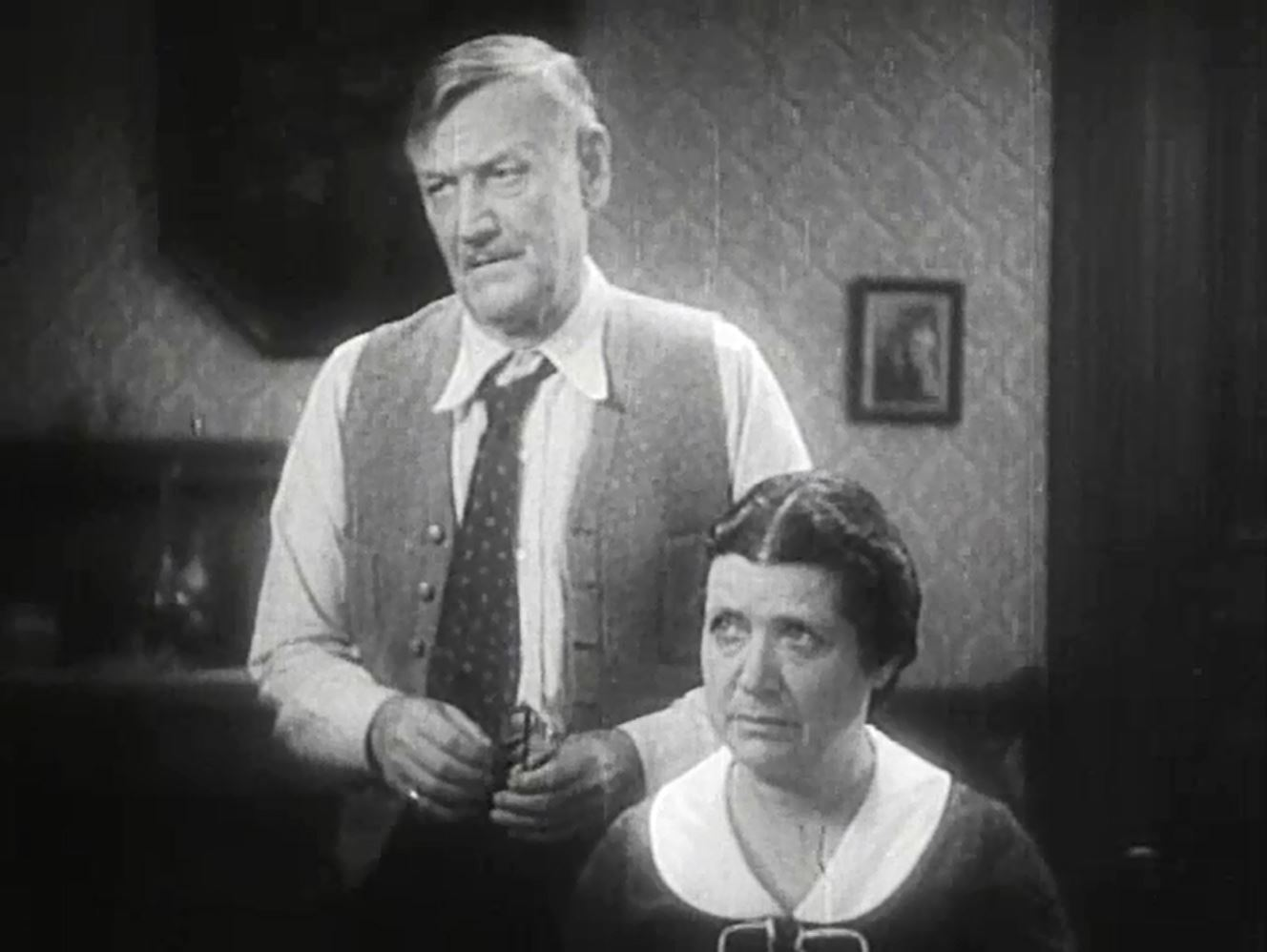
Charley Grapewin e Emma Dunn
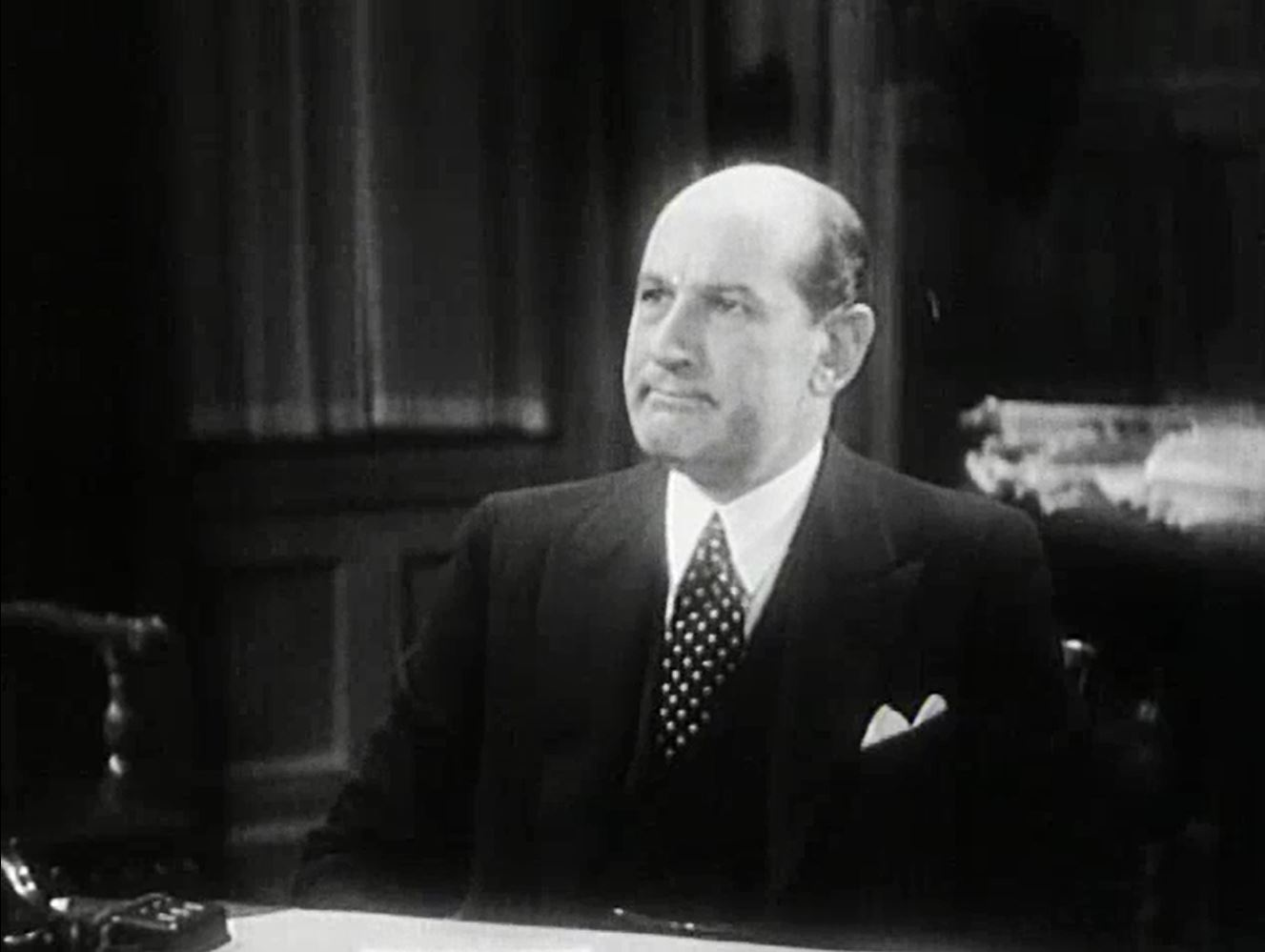
Morgan Wallace
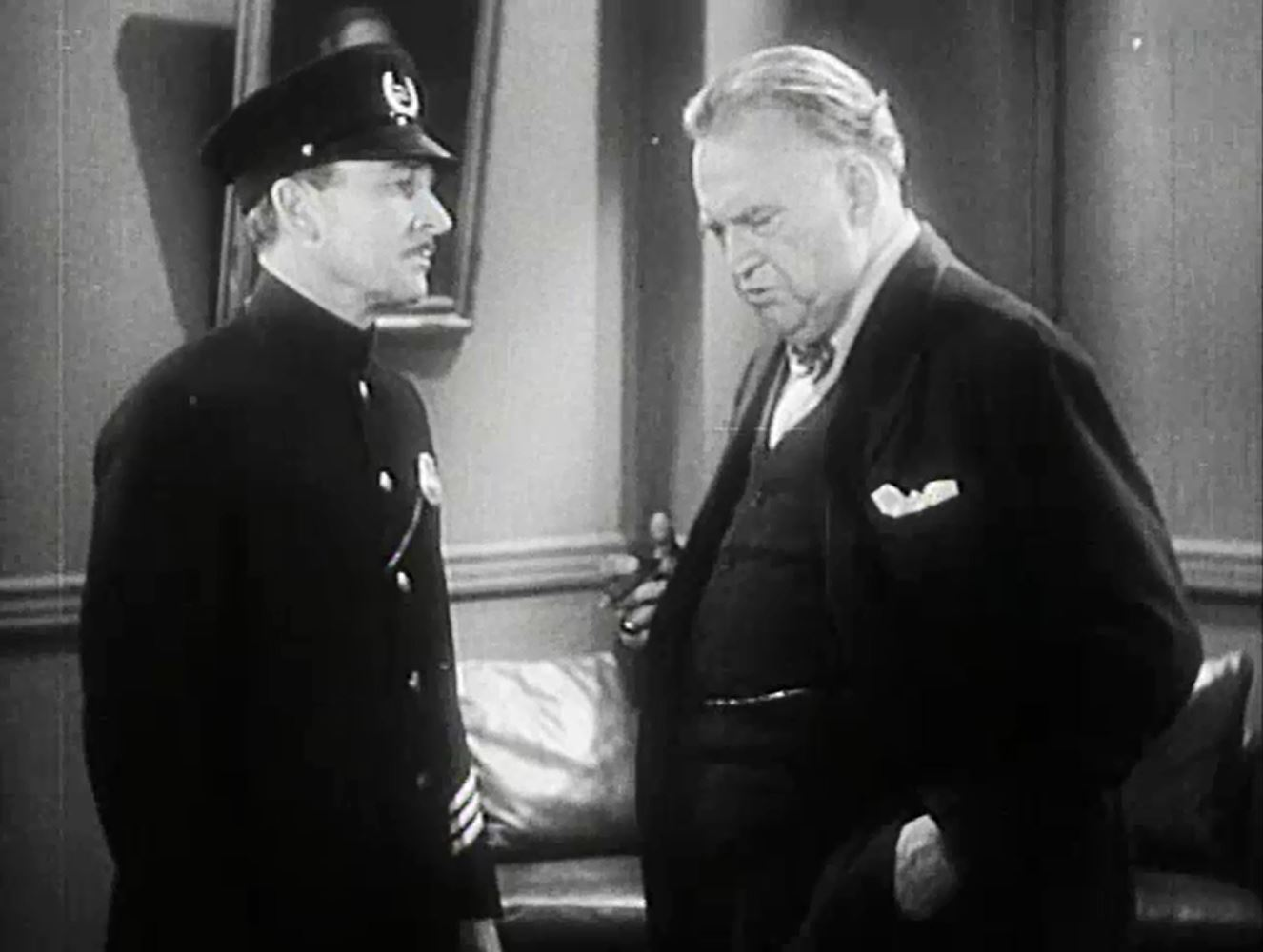
Hooper Atchley e James Marcus
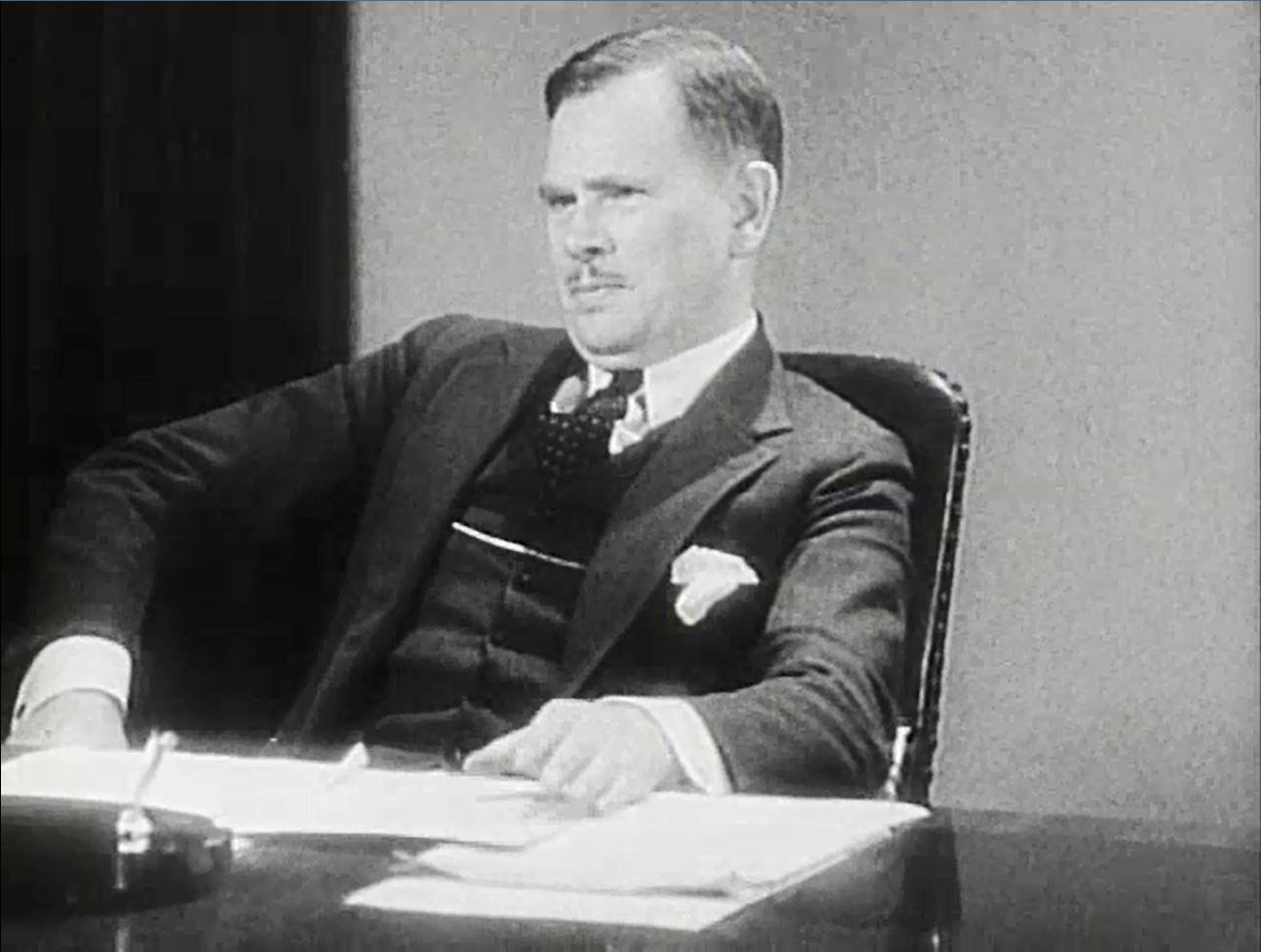
Wallis Clark
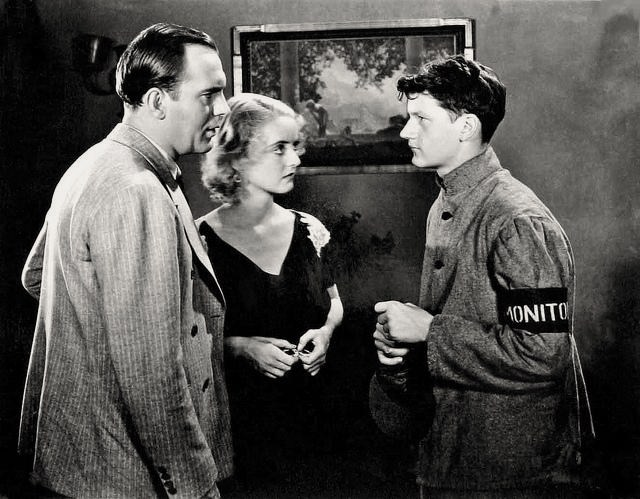
Pat O'Brien, Bette Davis e Junior Durkin